# Leo Baeck Education Center

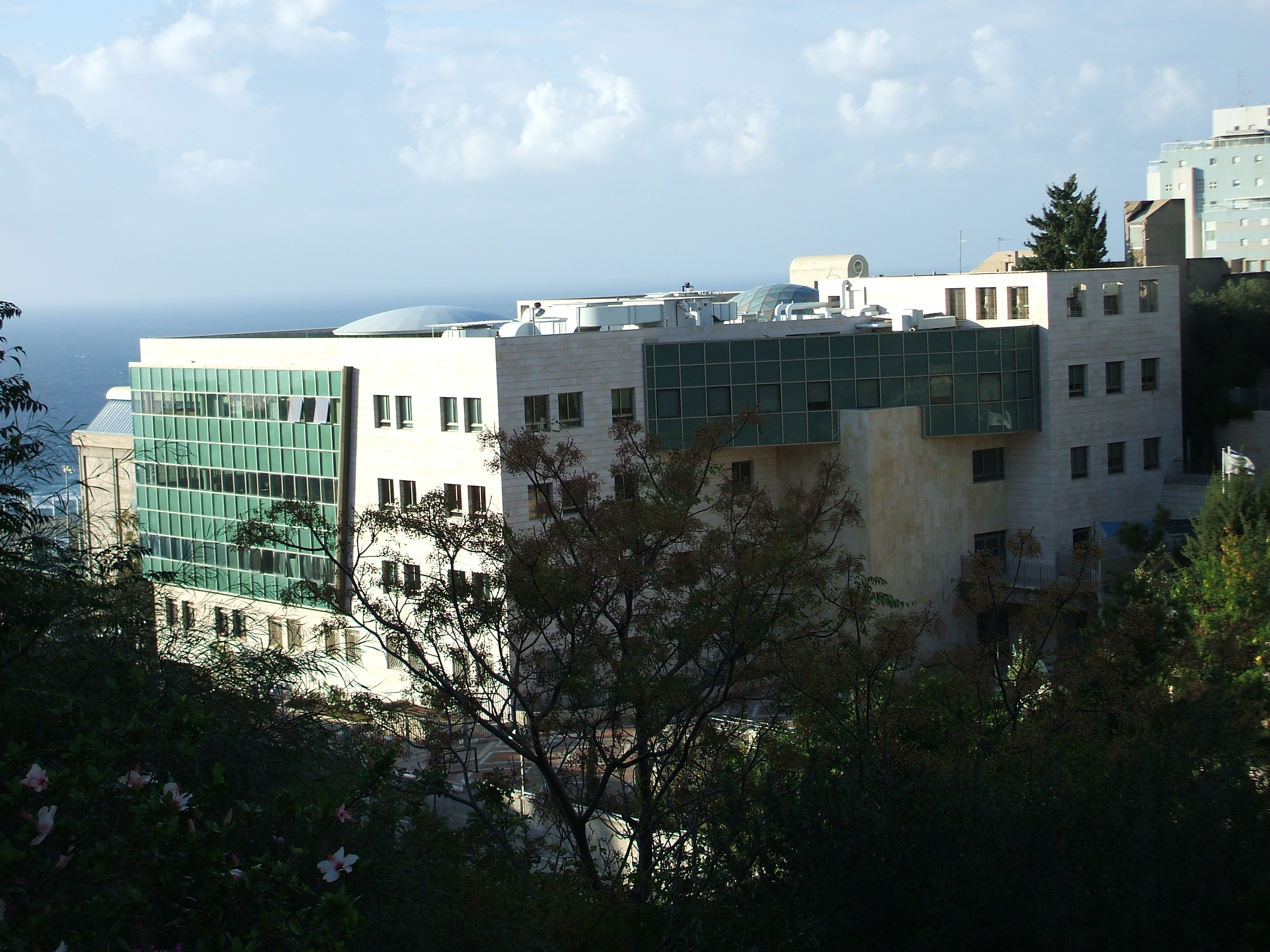
Leo Baeck Education Center in Haifa

Das Leo Baeck Education Center (LBEC) ist eine interkulturelle Bildungseinrichtung, die ihren Sitz in Haifa / Nordisrael hat. In den deutschsprachigen Ländern firmiert sie unter dem Namen Leo Baeck Zentrum Haifa (LBZ). Sie arbeitet sowohl im schulischen als auch im außerschulischen Bereich. Dabei richten sich ihre Angebote an Kinder und Jugendliche aus unterschiedlicher sozialer, ethnischer und religiöser Herkunft. Vorrangiges Ziel ist eine Erziehung zu Frieden und Koexistenz zwischen Juden und Arabern. Im Blickfeld sind aber auch jugendliche Immigranten aus Nordafrika und aus den Ländern der ehemaligen Sowjetunion.
Das LBEC ist in der Tradition liberalen Judentums verwurzelt. Dafür steht auch der Rabbiner Leo Baeck (1873–1956), dessen Namen die Haifaer Bildungseinrichtung in ihrer Bezeichnung führt.

## Geschichte
Das LBEC, das heute als die bedeutendste Bildungseinrichtung des Reformjudentums in Israel gilt, startete 1938 in Haifa als kleine Kindergartengruppe für Kinder deutschsprachiger Immigranten. Bereits ein Jahr später erfolgte die Gründung einer allgemeinbildenden Schule, die 1947 den Namen Leo Baeck–Schule erhielt. Äußerer Anlass der Namensgebung war ein Besuch Leo Baecks in Haifa.
Initiator der Kindergarten- und Schulgründung war der liberale Rabbiner Max Meir Elk (1898–1984), ein Schüler Leo Baecks. Er stammte gebürtig aus Frankfurt, war einige Jahre in Stettin als Rabbiner tätig gewesen und emigrierte um die Mitte der 1930er Jahre nach Haifa, das damals zum Völkerbundmandatsgebiet Palästina gehörte. Dort gründete er die Gemeinde Bet Yisrael, die hauptsächlich aus deutschsprachigen Einwanderern bestand.
Ab 1968 begannen die Kooperationen mit deutschen Schulen und Kirchengemeinden. Ein erster Schüleraustausch fand fünf Jahre später statt. Schüler und Schülerinnen der Frankfurter Elisabethenschule und des ebenfalls in Frankfurt befindlichen Wöhlergymnasiums beteiligten sich daran. Sie markieren den Anfang zahlreicher israelisch-deutscher Schülerbegegnungen in den folgenden Jahrzehnten. Ein vom LBEC organisierter erster deutsch-israelischer Lehreraustausch fand 1978 statt.

## Arbeitsfelder und Projekte (Auswahl)
Kindergarten und Schulen
Zum LBEC gehören ein Kindergarten, eine Vorschule, eine Grundschule mit sechs Klassen sowie eine weiterführende Schule (7.–12. Klasse), die von mehr als 2500 Schülern und Schülerinnen besucht werden. Unter ihnen sind im Rahmen des Inklusion-Programms bis zu 80 Kinder, Jugendliche und junge Erwachsene aus dem Autismusspektrum. zum Bildungsangebot gehören ferner ein Hochbegabtenprojekt, kommunale Freiwilligenarbeit und weltweite Schüleraustauschprogramme.
Für sozial benachteiligte Kinder und Jugendliche eröffnete das LBEC in Haifa 2013 die YEDA-Schule, die nach dem US-amerikanischen KIPP-Modell arbeitet.
Gemeinwesenarbeit
Kooperation mit arabischen Kindergärten und Schulen
Sommercamp für jüdische und arabische Kinder
Friends forever
Ein besonderes Angebot verbirgt sich hinter der Bezeichnung Friends forever. Fünf jüdische und fünf arabische Schüler reisen für zwölf Tage in die Vereinigten Staaten. Ziel dieses Projekts ist es, „auf neutralem Boden“ die Kultur und Religion des jeweils Anderen kennen zu lernen.
I–dare
I–dare (=Israel–Deutschland–Anti–Racism–Education) ist ein gemeinsames Projekt des LBEC und der Mannheimer Lessingschule. Ziel der gemeinsamen Arbeit ist der Abbau von Rassismus und Vorurteilen.

## Zusammenarbeit mit Bildungseinrichtungen international
Auch betreibt das Leo-Baeck-Erziehungszentrum seit dem Schuljahr 2004/2005 eine Zusammenarbeit und ein Austauschprogramm mit dem Landesgymnasium für Hochbegabte in Schwäbisch Gmünd (Baden-Württemberg) und seit 2007 mit dem Lessinggymnasium in Mannheim.

## Würdigungen
Für „hervorragende akademische Leistungen und wertebasierte Bildung“ wurde dem LBEC vom israelischen Erziehungsministerium der „Nationale Preis 2002“ zuerkannt.